# Wildlife Conservation Society
La WCS o Wildlife Conservation Society (en català, La Societat per a la Conservació de la Fauna), és una ONG (organització no governamental) internacional que té per objectiu la preservació de la natura i la flora i la fauna al món i particularment a l'Àfrica.
Aquesta organització té la seu al Parc zoològic del Bronx, a New York. Al seu lloc web, la WCS defineix la seva missió amb la frase següent: «Els humans aspiren a enllaçar-se amb la fauna, i la societat de conservació de la fauna subministra aquest enllaç d'una manera significativa.»—David Schiff
Els mètodes d'acció de la WCS estan basats tant en la ciència com en la realització de programes de preservació. La majoria dels seus programes sobre el terreny s'introdueixen en un indret a llarg termini. Encara que la majoria de les accions de la WCS estiguin centrades a l'Àfrica, s'ocupa igualment de la conservació a l'Àsia, l'Amèrica del Sud, l'Amèrica del Nord i zones marítimes.
La WCS publica també una revista, la Wildlife Conservation. És un bimestral que explica els projectes defensats per la WCS.